# Max McNab Trophy
Il Max McNab Trophy è stato un premio annuale assegnato dal 1976 al 1984 dalla Central Hockey League all'MVP dei playoff. Il trofeo fu chiamato così in onore di Max McNab, giocatore, allenatore e dirigente sportivo che fu per un breve periodo il presidente della CHL.

## Vincitori
| Stagione | Giocatore     | Squadra                 |
| -------- | ------------- | ----------------------- |
| 1976-77  | Bill McKenzie | Kansas City Blues       |
| 1977-78  | John Anderson | Dallas Black Hawks      |
| 1978-79  | Curt Ridley   | Dallas Black Hawks      |
| 1979-80  | Doug Grant    | Salt Lake Golden Eagles |
| 1980-81  | Don Murdoch   | Wichita Wind            |
| 1981-82  | Kelly Hrudey  | Indianapolis Checkers   |
| 1982-83  | Bruce Affleck | Indianapolis Checkers   |
| 1983-84  | Grant Ledyard | Tulsa Oilers            |